# Indiska subkontinenten

Indiska subkontinenten

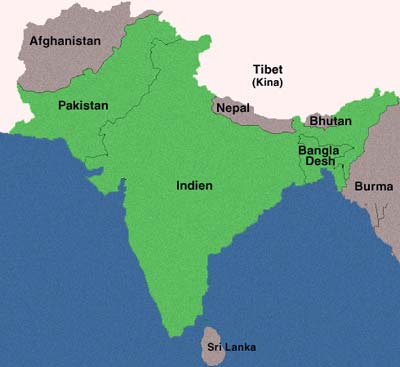
Indiska halvön

Den indiska subkontinenten (även Indiska halvön eller Främre Indien) är den landmassa som ligger mellan Arabiska havet och Bengaliska viken. Den är den del av den eurasiska kontinenten som är belägen på den indoaustraliska kontinentalplattan.

## Utsträckning
Halvön/subkontinenten omfattar delar av flera länder i södra Asien, inklusive dem på den kontinentala jordskorpan (Indien, Pakistan, Bangladesh, Nepal och Bhutan), samt en svårdefinierad andel av Myanmars yta. Med Burma och öar borträknade upptar de fem nationerna tillsammans 4 425 000 km² (kvadratkilometer), men den maximala arean kan uppskattas till 5 167 440 km², vilket framgår av sammanställningen längre ned i denna artikel. Ett antal öar hör också till den indiska kontinentalsockeln, varav den största är Sri Lanka. Den indiska subkontinenten har en av världens största befolkningskoncentrationer med 1,6 miljarder människor, vilket kan jämföras med USA:s 304 miljoner invånare.
Indiska halvön är en geografisk region i Sydasien som inkluderar följande länder:
1. Indien, 3 287 590 km²; 1 148,0 milj inv
2. Bangladesh, 144 000 km²; 153,5 milj inv
3. Pakistan, 803 940 km²; 167,8 milj inv
4. Sri Lanka, 65 610 km²; 21,1 milj inv

- Summa: 4 301 140 km²; 1 490,4 miljoner invånare.

Dessutom räknas ofta delar av följande in:
1. Nepal, 140 800 km²; 29,5 milj inv
2. Bhutan, 47 000 km²; 0,7 milj inv
3. Myanmar (Burma), 678 500 km²; 47,7 milj inv, samt

1. omtvistade territorier som nu kontrolleras av Kina.

- Totalsumma: 5 167 440 km²; 1 568,3 milj inv

Detta kan jämföras med USA:s 9 629 091 km² och 303,8 miljoner invånare. USA motsvarar 186 procent av subkontinenten Indiens landmassa, men landet har bara 19 procent av dess befolkning.

## Tillkomst

Det blivande Indiens läge långt söderut i superkontinenten Pangaea för 220 miljoner år sedan.

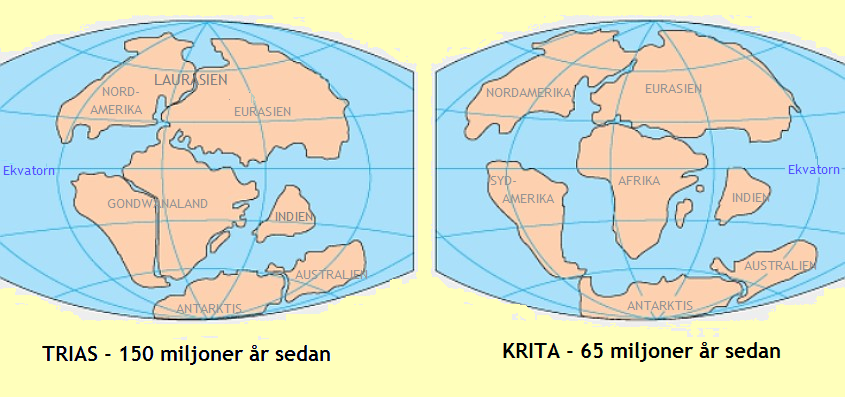
Den indiska kontinentens plattektoniska färd mot den asiatiska kontinenten för 150 respektive 65 miljoner år sedan.

Det som skulle bli Indiska halvön låg för drygt 220 miljoner år sedan så långt ned på södra halvklotet att det gränsade till dagens Antarktis. I stort sett allt land på planeten hade genom plattektoniska rörelser drivit ihop till superkontinenten Pangaea för 250 miljoner år sedan, och samma krafter slet med tiden isär landmassorna igen. För 140 miljoner år sedan hade kontinenten Pangaea spruckit upp i flera kontinenter som vandrade åt olika håll. Den jättekontinent som döpts till Gondwanaland utgjordes av det som idag är uppdelat i Sydamerika, Afrika och Arabiska halvön.
Den ännu större kontinenten Laurasien, som drev mot norr, bestod av det som idag spruckit upp i Nordamerika och Eurasien. Längst ned i söder låg det som nu är Antarktis och Australien bundna till varandra. Snart frigjordes dessa delar ifrån varandra, och den indiska plattan, med den nuvarande indiska subkontinenten, var en egen kontinent som sakta med säkert gled mot Laurasiens södra kurs.
För omkring 45 miljoner år sedan kolliderade denna indiska kontinent med det laurasiska fastlandet. Det som kan beskrivas som en superkollision i slowmotion som medförde enorma landveckningar och en vulkanisk aktivitet som påverkade hela planeten, varvid Himalaya med världens högsta berg bildades.